# Lucha Underground Championship
Die Lucha Underground Championship ist der höchste Wrestling-Titel der Fernsehsendung Lucha Underground. Wie bei allen Wrestlingtiteln handelt es sich um einen per Storyline vergebenen Gürtel. Der Championtitel wurde erstmals in der achten Folge der ersten Staffel eingeführt und in der darauffolgenden Episode im Rahmen einer Spezial-Battle-Royal namens Aztec Warfare vergeben. Erster Champion wurde Prince Puma, der den Titel bis zum Ende der 1. Staffel hielt und bei der ersten Großveranstaltung Ultima Lucha (Episode 39). Insgesamt neun Personen trugen im Laufe der Fernsehserie den Titel.

## Geschichte
In der achten Episode A Unique Opportunity stellte der Storyline-Promoter Dario Cueto (Luis Fernandez-Gil) die Lucha Underground Championship vor, bezeichnete sie als „höchsten Preis“ der Promotion und zeigte den Gürtel dem Publikum. Zugleich nominierte er 20 gemischtgeschlechtliche Wrestler als Anwärter vor, die in einer Battle Royal namens Aztec Warfare gegeneinander antreten sollten. Ähnlich wie beim Royal Rumble betreten die Wrestler nacheinander, in einem Intervall von je 90 Sekunden, den Ring. Das Ausscheiden erfolgt per Pinfall, Aufgabe oder durch Werfen über das oberste Seil. Prince Puma setzte sich bei diesem Match durch und wurde damit erster Champion von Lucha Underground.
Seine erste größere Herausforderung wurde Cage (Brian Cage), der nach einer Disqualifikation den Gürtel in Stücke riss und danach Woche für Woche vorführte. In Episode 12 schließlich präsentierte  Dario Cueto einen neuen Gürtel, den er Prince Puma überreichte.
Prince Puma durfte seinen Titel gegen Fénix, Cage, King Cuerno, Drago, Hernandez, Johnny Mundo und Chavo Guerrero Jr. verteidigen. In der letzten Episode der ersten Staffel musste Prince Puma gegen Mil Muertes antreten und verlor den Titel gegen ihn.
In der zweiten Staffel verlor Mil Muertes gegen Fénix. Er hielt den Titel lediglich 20 Tage (eine Episode lang), den auf Drängen von Catrina stellte er den Titel bei einer Aztec Warfare II zur Verfügung und verlor den Titel gleich wieder. Durchsetzen konnte sich Matanza Cueto, der als letztes Rey Mysterio Jr aus der Battle Royal warf.
Die weiteren Titelwechsel fanden in darauffolgenden zwei Staffeln statt.

## Titelchronologie
Wie im Wrestling üblich richten sich die Länge des Championship nach der real vergangenen Zeit, nicht nach der Erzählzeit der Fernsehserie. Daher wurden die Tage durch die Aufnahmezeitpunkte ermittelt. Einige Folgen wurden noch nicht ausgestrahlt. Diese wurden mit tba (für „to be announced“) markiert.
| #  | Champion       | Nr. | Tage | Datum des Titelgewinns | Datum der Ausstrahlung | Episode                   | Bemerkung                                             |
| -- | -------------- | --- | ---- | ---------------------- | ---------------------- | ------------------------- | ----------------------------------------------------- |
| 1  | Prince Puma    | 1   | 196  | 5. Oktober 2014        | 7. Januar 2015         | Aztec Warfare (S01E09)    | Gewinner einer 20-Mann-Battle Royal                   |
| 2  | Mil Muertes    | 1   | 217  | 19. April 2015         | 5. August 2015         | Ultima Lucha (S01E39)     |                                                       |
| 3  | Fénix          | 1   | 20   | 22. November 2015      | 23. März 2016          | Life After Death (S02E08) |                                                       |
| 4  | Matanza Cueto  | 1   | 119  | 12. Dezember 2015      | 23. März 2016          | Aztec Warfare II (S02E09) | Gewinner einer 20-Mann-Battle-Royal                   |
| 5  | Sexy Star      | 1   | 1    | 9. April 2016          | 16. November 2016      | Aztec Warfare III         | Gewinnerin einer 20-Mann-Battle-Royal                 |
| 6  | Johnny Mundo   | 1   | 77   | 10. April 2016         | 23. November 2016      | Lucha Underground         |                                                       |
| 7  | Prince Puma    | 2   | 0    | 26. Juni 2016          | 18. Oktober 2017       | Ultima Lucha 3            | Career Vs. Title Match                                |
| 8  | Pentagón Dark  | 1   | 622  | 26. Juni 2016          | 18. Oktober 2017       | Ultima Lucha III          | "Loser Must Retire" Match                             |
| 9  | Marty Martinez | 1   | 8    | 10. März 2018          | 19. September 2018     | Lucha Underground         | Löste seine Gift of the Gods Championship ein.        |
| 10 | Pentagón Dark  | 2   | <1   | 18. März 2018          | 7. November 2018       | Ultima Lucha Cuatro       |                                                       |
| 11 | Jake Strong    | 1   | 1    | 18. März 2018          | 7. November 2018       | Ultima Lucha Cuatro       |                                                       |
| –  | eingestellt    |     |      |                        |                        |                           | Nach Ultima Lucha Cuatro wurde die Serie eingestellt. |

## Statistik
|  | Derzeit amtierender Champion |

| Rank | Wrestler       | Anzahl | Tage |
| ---- | -------------- | ------ | ---- |
| 1    | Pentagón Dark  | 2      | 622  |
| 3    | Mil Muertes    | 1      | 217  |
| 4    | Prince Puma    | 2      | 196  |
| 5    | Matanza Cueto  | 1      | 119  |
| 6    | Johnny Mundo   | 1      | 77   |
| 7    | Fénix          | 1      | 20   |
| 8    | Marty Martinez | 1      | 8    |
| 9    | Sexy Star      | 1      | 1    |
| 10   | Jack Swagger   | 1      | <1   |